# Sedenione
I sedenioni (anche chiamati esadecanioni) formano un'algebra a 16 dimensioni sul campo dei numeri reali; questa può considerarsi ottenuta applicando la costruzione di Cayley-Dickson sull'algebra degli ottetti.
Come per gli ottetti, la moltiplicazione dei sedenioni non è né commutativa né associativa.
A differenza degli ottetti, i sedenioni non hanno la proprietà dell'algebra alternativa, ma mantengono quella della potenza associativa. I sedenioni hanno l'elemento unità della moltiplicazione e molti sedenioni sono invertibili; essi, però, non costituiscono un'algebra di divisione, dato che alcuni di essi sono divisori dello zero.
I sedenioni si possono ottenere come combinazioni lineari dei seguenti sedenioni invertibili: 1, e1, e2, e3, e4, e5, e6, e7, e8, e9, e10, e11, e12, e13, e14, e15. In altre parole i precedenti elementi costituiscono una base dello spazio vettoriale dei sedenioni. Come si vede tutti questi elementi sono invertibili, cioè unità.
La matrice moltiplicativa delle unità dei sedenioni è presentata qui sotto.
| ×   | 1   | e1   | e2   | e3   | e4   | e5   | e6   | e7   | e8  | e9   | e10  | e11  | e12  | e13  | e14  | e15  |
| 1   | 1   | e1   | e2   | e3   | e4   | e5   | e6   | e7   | e8  | e9   | e10  | e11  | e12  | e13  | e14  | e15  |
| e1  | e1  | -1   | e3   | -e2  | e5   | -e4  | -e7  | e6   | e9  | -e8  | -e11 | e10  | -e13 | e12  | e15  | -e14 |
| e2  | e2  | -e3  | -1   | e1   | e6   | e7   | -e4  | -e5  | e10 | e11  | -e8  | -e9  | -e14 | -e15 | e12  | e13  |
| e3  | e3  | e2   | -e1  | -1   | e7   | -e6  | e5   | -e4  | e11 | -e10 | e9   | -e8  | -e15 | e14  | -e13 | e12  |
| e4  | e4  | -e5  | -e6  | -e7  | -1   | e1   | e2   | e3   | e12 | e13  | e14  | e15  | -e8  | -e9  | -e10 | -e11 |
| e5  | e5  | e4   | -e7  | e6   | -e1  | -1   | -e3  | e2   | e13 | -e12 | e15  | -e14 | e9   | -e8  | e11  | -e10 |
| e6  | e6  | e7   | e4   | -e5  | -e2  | e3   | -1   | -e1  | e14 | -e15 | -e12 | e13  | e10  | -e11 | -e8  | e9   |
| e7  | e7  | -e6  | e5   | e4   | -e3  | -e2  | e1   | -1   | e15 | e14  | -e13 | -e12 | e11  | e10  | -e9  | -e8  |
| e8  | e8  | -e9  | -e10 | -e11 | -e12 | -e13 | -e14 | -e15 | -1  | e1   | e2   | e3   | e4   | e5   | e6   | e7   |
| e9  | e9  | e8   | -e11 | e10  | -e13 | e12  | e15  | -e14 | -e1 | -1   | -e3  | e2   | -e5  | e4   | e7   | -e6  |
| e10 | e10 | e11  | e8   | -e9  | -e14 | -e15 | e12  | e13  | -e2 | e3   | -1   | -e1  | -e6  | -e7  | e4   | e5   |
| e11 | e11 | -e10 | e9   | e8   | -e15 | e14  | -e13 | e12  | -e3 | -e2  | e1   | -1   | -e7  | e6   | -e5  | e4   |
| e12 | e12 | e13  | e14  | e15  | e8   | -e9  | -e10 | -e11 | -e4 | e5   | e6   | e7   | -1   | -e1  | -e2  | -e3  |
| e13 | e13 | -e12 | e15  | -e14 | e9   | e8   | e11  | -e10 | -e5 | -e4  | e7   | -e6  | e1   | -1   | e3   | -e2  |
| e14 | e14 | -e15 | -e12 | e13  | e10  | -e11 | e8   | e9   | -e6 | -e7  | -e4  | e5   | e2   | -e3  | -1   | e1   |
| e15 | e15 | e14  | -e13 | -e12 | e11  | e10  | -e9  | e8   | -e7 | e6   | -e5  | -e4  | e3   | e2   | -e1  | -1   |

## Altre letture
- (EN)  Carmody, Kevin: Circular and Hyperbolic Quaternions, Octonions and Sedenions, Applied Mathematics and Computation 28:47-72 (1988)
- (EN)  Carmody, Kevin: Circular and Hyperbolic Quaternions, Octonions and Sedenions - Further results, Applied Mathematics and Computation, 84:27-47 (1997)
- (EN)  Imaeda, K., Imaeda, M.: Sedenions: algebra and analysis, Applied Mathematics and Computation, 115:77-88 (2000)